# Dikwididi
Dikwididi è un villaggio del Botswana situato nel distretto di Kgatleng, sottodistretto di Kgatleng. Il villaggio, secondo il censimento del 2011, conta 225 abitanti.

## Località
Nel territorio del villaggio sono presenti le seguenti 2 località:
- Dikwididi Lands di 130 abitanti,
- Dikwididi Lands/B di 74 abitanti